# Tauriskové
Tauriskové (latinsky Taurisci) byl přibližně v období od 3. století př. n. l. do 1. století př. n. l. keltský kmenový svaz sídlící při východním okraji Alp na území dnešních Korutan a Slovinska. Společně s Římany podlehli v roce 112 př. n. l. germánským Kimbrům a Teutonům v bitvě u Noreie. Jejich jméno je pravděpodobně odvozeno z keltského slova taur, což znamená hora. Nelze vyloučit, že název pohoří Taury může souviset s Taurisky.